# アルビア・ドミニカ
アルビア・ドミニカ（Albia Dominica, 337年頃 - 378年以降）は、ローマ皇帝ウァレンスの皇妃。

## 生涯

### 出自
ドミニカは親衛隊長官であったペトロニウスの娘として生まれた。ペトロニウスは強大な権力を誇っていたが、その強欲さと残酷さゆえに憎まれ、365年にプロコピウスによる反乱を招くこととなった。

### 結婚
ドミニカはウァレンスと結婚し、アナスタシアとカロサの2女と、ウァレンティニアヌス・ガラテス（366年 - 370年）の1男をもうけた。コンスタンティノープルのソクラテスおよびソゾメノスによると、2人の娘は元侍従のマルキアヌスから教育を受けたという。マルキアヌスはノヴァティアヌス派の司祭となっており、マルキアヌスが引き続き宮廷に仕えていたことが、ウァレンスのノヴァティアヌス派に対する寛容な立場につながったと考えられている。

### 宗教問題
4世紀初頭のキリスト教会は、三位一体論争の真っただ中にあった。325年の第1ニカイア公会議においてニカイア信条が採択されたが、それは父と子、聖霊が同質であるというものであった。アリウス派の提唱者アリウスはこれに同意せず、父と子、聖霊はそれぞれ別個のもので、父が子をつくったと主張した。ドミニカはアリウス派であり、夫ウァレンスにアリウス派への改宗を説得したといわれている。テオドレトスによると、367年頃にドミニカはウァレンスにコンスタンティノープル大司教であったアンティオキアのエウドクシウス（en）から洗礼を受けるよう説得したという。エウドクシウスは当時もっとも影響力を持つアリウス派司教の一人であった。
ウァレンスはこの時代で数少ないアリウス派皇帝の一人であった。確証はないが、ドミニカはウァレンスに、多くの優れた司祭を含む三位一体派を迫害するよう求めたといわれている。ウァレンスの治世で迫害が多く行われている。ウァレンスは371年から372年にかけて「魔女狩り」を行ったが、これにより東ローマ国内の異教徒の哲学者のほとんどが殺害された。
息子ウァレンティニアヌスの早世は、宗教論争の只中にあった皇帝夫妻にとって大打撃であった。ソクラテスによると、ドミニカは夫に、息子の病気はカイサリアのバシレイオスの虐待に対する罰ではないかと話したという。バシレイオスは高名な宗教指導者で、ウァレンスのアリウス派信仰に反対していた。バシレイオスに病気の息子のために祈るよう求めると、バシレイオスはニカイア派への誓約を求めた。これをウァレンスは拒否し、息子にアリウス派の洗礼を受けさせた。バシレイオスは「神の意志は果たされるであろう」と言い、その後すぐウァレンティニアヌスは死去したという。

## ハドリアノポリスの戦いとウァレンスの死
378年8月9日、ハドリアノポリスの戦いにおいてウァレンスはゴート族に敗北した。ウァレンスの死について詳しい状況は伝わっていない。ゴート族はさらに東進し、コンスタンティノープルを攻撃した。軍を率いる皇帝がいないため、皇后ドミニカが反撃の指揮をとることとなった。ドミニカはゴート族との戦いに参加する意志のある市民にも皇室財産から賃金を支払った。
夫の死後、ドミニカは摂政として事実上帝国を支配し、皇位継承者であるテオドシウス1世が到着するまでゴート族の攻撃からコンスタンティノープルを守った。ドミニカの没年とその状況については伝わっていない。ソクラテスおよびソゾメノスによると、ドミニカはゴート族の侵略からコンスタンティノープルを守るため、市民兵を募り、その賃金を通常の兵士と同じだけ支払うようにし、その資金はドミニカの管理する皇室財産から出されたという。

## その他
ベスタ (小惑星)のクレーター、アルビア (Albia)にその名を残している。